# افالداس سيسكفهيوس
افالداس سيسكفهيوس (بالليتوانية: Evaldas Šiškevičius)‏ (و. 1988  م) هو راكب دراجة هوائية ليتواني، ولد في فيلنيوس، مركز لعبه هو Rouleur ‏.

## سباقات أو مراحل فاز بها
| التاريخ        | السباق                                              | المركز                   |
| -------------- | --------------------------------------------------- | ------------------------ |
| 01 يناير 2011  | 2011 Tour de Bretagne                               |                          |
| 12 يونيو 2011  | فولتا الينتيخو 2011                                 | الفائز في التصنيف العام  |
| 01 يناير 2012  | كأس فرنسا لركوب الدراجات على الطريق 2012            | العاشر في تصنيف أفضل شاب |
| 20 مايو 2012   | طواف النرويج 2012                                   | الثالث في تصنيف أفضل شاب |
| 14 سبتمبر 2012 | Grand Prix de la Somme 2012                         | الفائز في التصنيف العام  |
| 02 فبراير 2014 | سباق جائزة لا مارسيليس الكبرى 2014                  | التاسع في التصنيف العام  |
| 05 أبريل 2015  | باريس-كاممبير 2015                                  | العاشر في التصنيف العام  |
| 12 أبريل 2015  | 2015 Circuit des Ardennes                           | الفائز في التصنيف العام  |
| 17 مايو 2015   | Tour de Picardie 2015                               |                          |
| 11 نوفمبر 2015 | Tour of Yancheng Coastal Wetlands 2015              | الفائز في التصنيف العام  |
| 13 مارس 2016   | باريس-نيس 2016                                      | الخامس في تصنيف الجبال   |
| 17 يونيو 2021  | سباق الطريق ضد الساعة للرجال في بطولة ليتوانيا 2021 | الفائز في التصنيف العام  |
| 20 يونيو 2021  | سباق الطريق للرجال في بطولة ليتوانيا 2021           |                          |
| 28 مايو 2022   | طواف أستونيا 2022                                   | الفائز في التصنيف العام  |
| 22 يونيو 2022  | سباق الزمن على الطريق للرجال في بطولة ليتوانيا 2022 |                          |

## روابط خارجية
- افالداس سيسكفهيوس على موقع الاتحاد الدولي للدراجات (الإنجليزية)
- افالداس سيسكفهيوس على موقع أرشيف الدراجات (الإنجليزية)
- افالداس سيسكفهيوس على موقع إحصائيات الدراجات الإحترافية (الإنجليزية)
- افالداس سيسكفهيوس على موقع نسبة الدراجات (الإنجليزية)
- افالداس سيسكفهيوس على موقع CycleBase (الإنجليزية)
- افالداس سيسكفهيوس على موقع أوليمبيديا (الإنجليزية)